# Surusunda
Surusunda is een bestuurslaag in het regentschap Cilacap van de provincie Midden-Java, Indonesië. Surusunda telt 6473 inwoners (volkstelling 2010).